# Ute (geslacht)
Ute is een geslacht van sponsdieren uit de klasse van de Calcarea (kalksponzen).

## Soorten
- Ute ampullacea Wörheide & Hooper, 2003
- Ute armata Hozawa, 1929
- Ute glabra Schmidt, 1864
- Ute gladiata Borojevic, 1966
- Ute pedunculata Hozawa, 1929
- Ute spenceri Dendy, 1893
- Ute spiculosa Dendy, 1893
- Ute syconoides (Carter, 1886)
- Ute viridis Schmidt, 1868